# Agrotis composita
Agrotis composita är en fjärilsart som beskrevs av Emilio Berio 1936. Agrotis composita ingår i släktet Agrotis och familjen nattflyn. Inga underarter finns listade i Catalogue of Life.